# Scherma ai Giochi della II Olimpiade - Fioretto individuale maschile
La gara di fioretto individuale maschile di scherma dei Giochi della II Olimpiade si tenne dal 14 al 21 maggio 1900 a Parigi.

## Risultati

### Primo turno
Il primo turno si tenne il 14 e 15 maggio. Gli schermidori si sfidarono in bout uno contro uno in cui era la giuria a scegliere i 37 che avrebbero raggiunto i quarti di finale.
I primi 18 bout si disputarono il 14 maggio mentre gli altri il 15 dello stesso mese.
| Bout | Nazione 1 | Schermidore 1           | Nazione 2   | Schermidore 2            |
| ---- | --------- | ----------------------- | ----------- | ------------------------ |
| 1    | Spagna    | Mauricio Ponce de Léon  | Francia     | Félix Debax              |
| 2    | Francia   | Georges Dillon-Kavanagh | Svizzera    | Paul Robert              |
| 3    | Perù      | Carlos de Candamo       | Francia     | Albert Cahen             |
| 4    | Francia   | Henri Masson            | Italia      | Olivier Collarini        |
| 5    | Francia   | Robert Marc             | Francia     | Bélot                    |
| 6    | Francia   | Martini                 | Francia     | Henri Jobier             |
| 7    | Belgio    | Tony Smet               | Francia     | Guèrin                   |
| 8    | Francia   | Ferrand                 | Francia     | Prospère Sénat           |
| 9    | Francia   | Taillefert              | Francia     | Grossard                 |
| 10   | Francia   | Calvet                  | Svezia      | Emil Fick                |
| 11   | Francia   | Adrien Guyon            | Italia      | Palardi                  |
| 12   | Francia   | Jactel                  | Italia      | Giuseppe Giurato         |
| 13   | Francia   | Claude de Boissière     | Francia     | Gardiès                  |
| 14   | Francia   | Léon Thiébaut           | Stati Uniti | F. Weill                 |
| 15   | Italia    | Giunio Fedreghini       | Francia     | Piot                     |
| 16   | Austria   | Heinrich Rischtoff      | Francia     | Pélabon                  |
| 17   | Svizzera  | Jean Weill              | Francia     | Passerat                 |
| 18   | Haiti     | André Corvington        | Francia     | Fouchier                 |
| 19   | Francia   | Pierre d'Hugues         | Francia     | Émile Coste              |
| 20   | Austria   | Rudolf Brosch           | Francia     | Marcel Jacques Boulenger |
| 21   | Francia   | H. Valarche             | Francia     | de Saint-Aignan          |
| 22   | Francia   | Plommet                 | Austria     | van der Stoppen          |
| 23   | Francia   | Perrissoud              | Francia     | Soudois                  |
| 24   | Francia   | Ducrot                  | Francia     | Gauthier                 |
| 25   | Francia   | André de Schonen        | Francia     | Paul Leroy               |
| 26   | Francia   | Jean-Joseph Renaud      | Francia     | Eugene des Logis Berges  |
| 27   | Francia   | Wattelier               | Francia     | Alexandre Bergès         |

### Quarti di finale
I quarti si tennero il 16 maggio. Gli schermidori si sfidarono in bout uno contro uno in cui era la giuria a scegliere i 10 che avrebbero raggiunto le semifinali e i 14 che avrebbero disputato il ripescaggio.
| Bout | Nazione 1 | Atleta 1                 | Nazione 2 | Atleta 2                |
| ---- | --------- | ------------------------ | --------- | ----------------------- |
| 1    | Francia   | Jean-Joseph Renaud       | Francia   | Félix Debax             |
| 2    | Francia   | Claude de Boissière      | Francia   | Adrien Guyon            |
| 3    | Francia   | Henri Masson             | Perù      | Carlos de Candamo       |
| 4    | Belgio    | Tony Smet                | Francia   | de Saint-Aignan         |
| 5    | Francia   | Guèrin                   | Francia   | Eugene des Logis Berges |
| 6    | Francia   | André de Schonen         | Francia   | Plommet                 |
| 7    | Francia   | Pierre d'Hugues          | Francia   | Prospère Sénat          |
| 8    | Francia   | Émile Coste              | Svizzera  | Paul Robert             |
| 9    | Francia   | Marcel Jacques Boulenger | Francia   | Albert Cahen            |
| 10   | Francia   | Ducrot                   | Francia   | Jactel                  |
| 11   | Francia   | Georges Dillon-Kavanagh  | Francia   | Perissoud               |
| 12   | Austria   | Rudolf Brosch            | Francia   | H. Valarche             |
| 13   | Francia   | Bélot                    | Francia   | Calvet                  |
| 14   | Francia   | Ferrand                  | Francia   | Robert Marc             |
| 15   | Francia   | Taillefert               | Francia   | Martini                 |
| 16   | Francia   | Henri Jobier             | Italia    | Olivier Collarini       |
| 17   | Francia   | Léon Thiébaut            | Spagna    | Mauricio Ponce de Léon  |
| 18   | Francia   | Soudois                  |           | non disputato           |
| 19   | Austria   | van der Stoppen          |           | non disputato           |
| 20   | Francia   | Wattelier                |           | non disputato           |

#### Ripescaggio
Il ripescaggio fu diviso in bout ma non sono pervenute informazioni riguardo alla divisione degli schermidori. Dei 14 schermidori solo sei andarono alle semifinali mentre uno andò al pool di consolazione.
| Nazione | Schermidore             |
| ------- | ----------------------- |
| Francia | Bélot                   |
| Francia | Eugene des Logis Berges |
| Austria | Rudolf Brosch           |
| Francia | Georges Dillon-Kavanagh |
| Francia | Pierre d'Hugues         |
| Francia | Prospère Sénat          |
| Francia | de Saint-Aignan         |
| Perù    | Carlos de Candamo       |
| Francia | Ferrand                 |
| Francia | Henri Jobier            |
| Francia | Plommet                 |
| Francia | André de Schonen        |
| Francia | Taillefert              |
| Francia | Léon Thiébaut           |

### Semifinali
Nelle semifinali gli schermidori vennero divisi in due pool da otto atleti. I primi quattro si qualificarono per la finale mentre gli altri andarono al pool di consolazione.
Pool A
| Pos. | Nazione | Schermidore         | V | P |
| ---- | ------- | ------------------- | - | - |
| 1    | Francia | Émile Coste         | 7 | 0 |
| 2    | Francia | Henri Masson        | 5 | 2 |
| 3    | Francia | Prospère Sénat      | 5 | 2 |
| 4    | Austria | Rudolf Brosch       | 3 | 4 |
| 5    | Francia | Guèrin              | 3 | 4 |
| 6    | Francia | Claude de Boissière | 2 | 5 |
| 7    | Francia | Bélot               | 2 | 5 |
| 8    | Belgio  | Tony Smet           | 1 | 6 |

Pool B
I risultati di questa pool sono sconosciuti.
| Pos. | Nazione | Schermidore              |
| ---- | ------- | ------------------------ |
| 1    | Francia | Marcel Jacques Boulenger |
| 2    | Francia | Félix Debax              |
| 3    | Francia | Pierre d'Hugues          |
| 4    | Francia | Georges Dillon-Kavanagh  |
| 5    | Francia | Jean-Joseph Renaud       |
| 6    | Francia | Adrien Guyon             |
| 7    | Francia | Ducrot                   |
| 8    | Francia | Eugene des Logis Berges  |

### Pool di consolazione
Ci fu un pool di consolazione i cui risultati sono sconosciuti.
| Pos.    | Nazione | Schermidore             |
| ------- | ------- | ----------------------- |
| 1 (9°)  | Francia | Claude de Boissière     |
| 2 (10°) | Francia | Eugene des Logis Berges |
| 3 (11°) | Francia | de Saint-Aignan         |
| 4 (12°) | Francia | Bélot                   |
| 5 (13°) | Francia | Ducrot                  |
| 6 (14°) | Belgio  | Tony Smet               |
| 7 (15°) | Francia | Adrien Guyon            |
| 8 (16°) | Francia | Guèrin                  |

### Finale
| Pos. | Nazione | Schermidore              | V | P |
| ---- | ------- | ------------------------ | - | - |
|      | Francia | Émile Coste              | 6 | 1 |
|      | Francia | Henri Masson             | 5 | 2 |
|      | Francia | Marcel Jacques Boulenger | 4 | 3 |
| 4    | Francia | Félix Debax              | 4 | 3 |
| 5    | Francia | Pierre d'Hugues          | 3 | 4 |
| 6    | Francia | Prospère Sénat           | 3 | 4 |
| 7    | Francia | Georges Dillon-Kavanagh  | 2 | 5 |
| 8    | Austria | Rudolf Brosch            | 1 | 6 |